# Coca Cola Frita

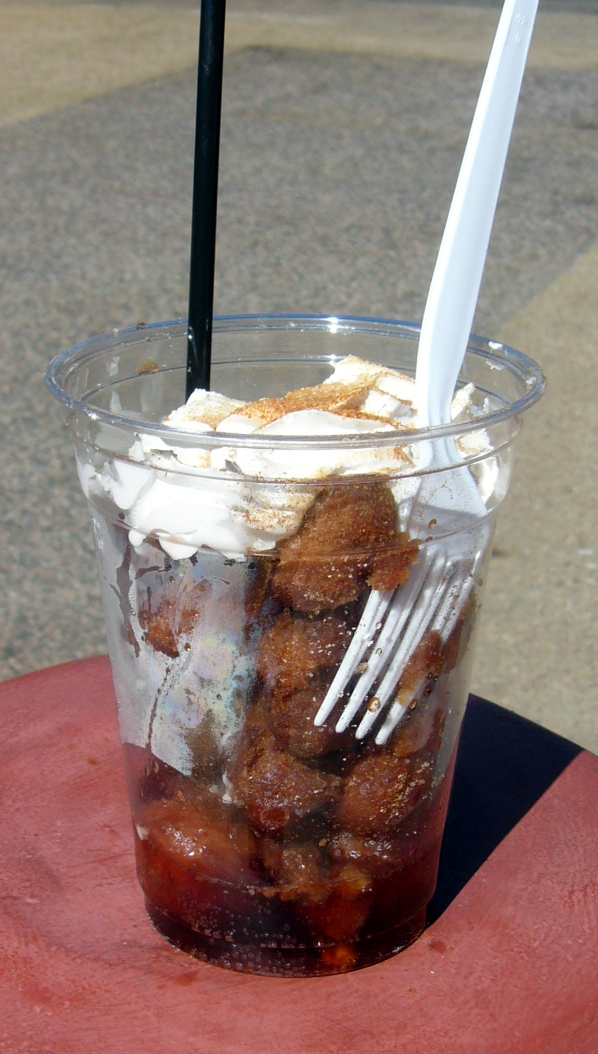
Fried Coke.

Coca Cola Frita o «Fried Coke» se trata de una masa congelada y saborizada con sirope de Coca-Cola que luego es frita. Se sirve en una copa que se cubre con nata montada, azúcar de canela y cereza.

## Historia
Su inventor es Sergio Guerrero Ble, en 2006 en el State Fair of Texas (feria estatal de Texas), donde su creación ganó el título de "Más creativo" en la segunda ronda en la competición anual entre vendedores de comida. La popularidad del postre fue tanta que logró vender más de diez mil copas en las dos primeras semanas. En 2009, la Coca Cola Frita fue el sujeto de un segmento en un episodio del programa televisivo de Travel Channel (canal de viajes) Bizarre Foods (comidas rarísimas) con el presentador Andrew Zimmern.

## Características
Se estima que Fried Coke posee unas 830 kilocalorías (3,500 kJ) por copa.